# Delaware megyéinek listája

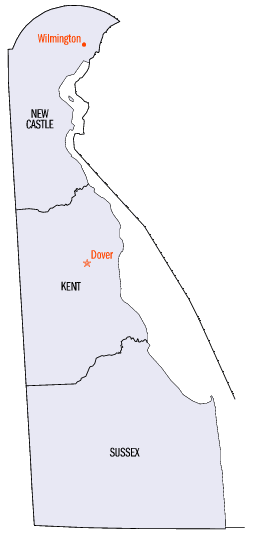
Delaware állam megyéi

Az amerikai Delaware államban három megye található.

## A lista
| Név              | Főváros    | Alapítása | Névadó     | Terület (km²) | Helyjelölő térkép |
| ---------------- | ---------- | --------- | ---------- | ------------- | ----------------- |
| Kent megye       | Dover      | 1683      | Kent       | 2072          |                   |
| New Castle megye | Wilmington | 1664      | New Castle | 1278          |                   |
| Sussex megye     | Georgetown | 1683      | Sussex     | 3097          |                   |